# جيسي لونداس
جيسي لونداس (بالفرنسية: Jessie Londas)‏ هو لاعب كرة قدم فرنسي في مركز الدفاع، ولد في 12 يناير 1985 في كريتاي في فرنسا. لعب مع نادي أوكسير.